# Jurij Rachmaninow
Jurij Pawłowicz Rachmaninow (ros. Юрий Павлович Рахманинов, ur. 20 lipca 1936 w Moskwie, zm. 18 czerwca 2007 tamże) – radziecki i rosyjski inżynier konstruktor, Bohater Pracy Socjalistycznej (1985).

## Życiorys
W 1960 ukończył Tulski Instytut Górniczy, od 1963 pracował w przedsiębiorstwie Mosmetrostroj jako inżynier, później (w 1973) został w nim szefem Zarządu Budowlano-Montażowego. Pod jego kierunkiem rozbudowano moskiewskie metro. Od 1980 do 1986 był szefem Zarządu nr 10-A Głównego Zarządu ds. Budowy Tuneli i Metra Ministerstwa Budownictwa Transportowego ZSRR, później do 1990 kierował przedsiębiorstwem Gławtonnelmetrostroj tego ministerstwa. W 1986 brał udział w likwidacji skutków awarii w elektrowni atomowej w Czarnobylu. W 1990 został dyrektorem generalnym spółki akcyjnej Transinżstroj. Pod jego kierunkiem zbudowano lub rozbudowano metro w Moskwie, Petersburgu, Niżnym Nowogrodzie, Samarze, Jekaterynburgu, Kijowie, Tbilisi, Baku, Taszkencie, Ałma-Atach, Mińsku, Nowosybirsku, Charkowie i innych miastach. Był również inicjatorem i uczestnikiem budowy i odbudowy historycznych pomników Rosji i obiektów o znaczeniu społeczno-kulturalnym. Miał tytuł Zasłużonego Budowniczego ZSRR i Honorowego Budowniczego Rosji. 12 kwietnia 1996 otrzymał honorowe obywatelstwo miasta Odincowo. Został pochowany na Cmentarzu Trojekurowskim.

## Odznaczenia
- Medal Sierp i Młot Bohatera Pracy Socjalistycznej (22 lipca 1985)
- Order Lenina (22 lipca 1985)
- Order „Za zasługi dla Ojczyzny” II klasy
- Order „Za zasługi dla Ojczyzny” III klasy
- Order Męstwa (19 czerwca 1996)
- Order Rewolucji Październikowej (25 stycznia 1979)
- Order Czerwonego Sztandaru Pracy (7 maja 1971)
- Medal „Za pracowniczą dzielność” (16 czerwca 1967)
- Order Świętego Sergiusza Radoneżskiego (Rosyjski Kościół Prawosławny)
- Order Świętego Księcia Daniela Moskiewskiego (Rosyjski Kościół Prawosławny)

I inne.